# Gloria Álvez Mariño
Gloria Álvez Mariño (Salto, 15 de septiembre de 1943–Montevideo, 30 de mayo de 2021) fue una activista uruguaya por los derechos de las personas trans. Fue fundadora de la Mesa Coordinadora de Travestis (MCT) y más tarde presidenta y secretaria de la Asociación Trans del Uruguay (ATRU).

## Trayectoria
Nació en Salto en 1943. A los 17 años migró a Montevideo debido a las múltiples violencias vividas en su ciudad de origen.
Se destacó por su militancia en la conquista de los derechos humanos de la comunidad LGBT. Durante muchos años, su lucha estuvo fundamentalmente dedicada a la temática del VIH/SIDA, asistiendo tanto en Uruguay como en el exterior a decenas de reuniones y encuentros que abordaban la temática. Su lucha estuvo centrada en la dignidad de las personas LGBT, brindando su tiempo, conocimientos y experiencias.
Fue fundadora en 1991 del primer colectivo trans del Uruguay, entonces llamado Mesa Coordinadora de Travestis (MCT), actualmente Asociación Trans del Uruguay (ATRU), de la cual fue su presidenta y secretaria. En los últimos años desempeñó su labor como activista en la Red Latinoamericana y del Caribe de Personas Trans (RedLacTrans) como coordinadora uruguaya, junto a Karina Pankievich.
En el marco de la crisis socioeconómica de 2001, construyó un espacio de aprendizaje y debate colectivo, convirtiéndose en interlocutora ante autoridades nacionales y departamentales para la reivindicación de derechos de las personas LGBT no reconocidos por el Estado uruguayo. En 2002 se instala la Comisión Nacional Honoraria de Protección al Trabajo Sexual (Ley N° 17.515), espacio en el que Álvez tuvo una participación activa en la denuncia de abusos y violencias institucionales hacia las personas trans, que en su gran mayoría eran trabajadoras sexuales.

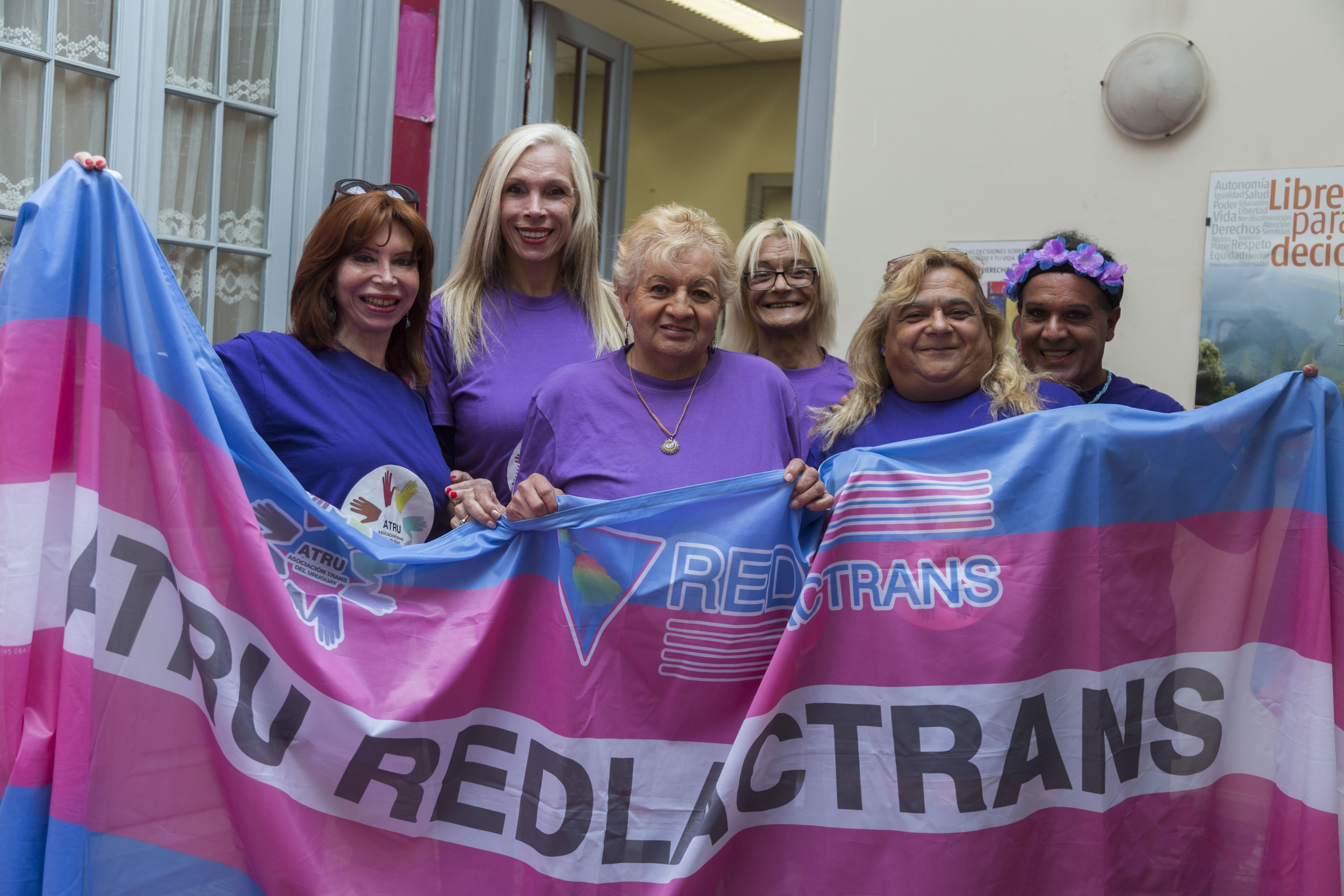
Preparativos en la Asociación Trans de Uruguay (ATRU) para la marcha del 8 de marzo de 2019. Montevideo, Uruguay. En el centro de la foto se observa a Gloria Álvez

Su trayectoria de militancia social de más de 30 años en la lucha por los derechos humanos y contra la discriminación de la comunidad LGBT fue clave en la elaboración de proyectos de leyes que implican el reconocimiento de derechos de las mujeres trans y de las trabajadoras sexuales, como lo fue la creación de la Ley de Trabajo Sexual (Ley N° 17.515), la Ley de Regulación del Derecho a la Identidad de Género (Ley N° 18.620) y, más recientemente, la Ley Integral para Personas Trans (Ley N° 19.684).
Fue reconocida nacional e internacionalmente por su contribución y defensa de los derechos humanos de la población LGBT, participando en foros y presentando informes sobre violencia social e institucional hacia personas trans. Fue una luchadora por la prevención de infecciones de transmisión sexual y contra la explotación sexual de niñas, niños y adolescentes y, sobre todo, batalló por la dignidad de las personas LGBT, contra el odio y la transfobia.
Parte de su acervo fotográfico, que hace a la memoria colectiva de las personas trans, se encuentra en el Archivo Sociedades en Movimiento (ASM). 
Falleció el 30 de mayo de 2021 a los 78 años en la ciudad de Montevideo.

## Reconocimientos y homenajes
En 2018, en el contexto de la séptima edición del seminario “Transforma”, promovido por la Dirección Nacional de Promoción Sociocultural del Ministerio de Desarrollo Social de Uruguay (Mides) y por el Consejo Nacional de Diversidad Sexual, Alvez recibió de parte de las autoridades un reconocimiento a su trayectoria como activista trans.
Como homenaje a su persona, se le dio su nombre a la Marcha de la Diversidad de Uruguay 2021.